# پال لندرز
پال لندرز (به آلمانی: Paul Landers) یک نوازنده آلمانی است. او نوازنده گیتار در گروه نویه دویچه هرته رامشتاین است.